# Apristurus investigatoris
Apristurus indicus – gatunek ryby chrzęstnoszkieletowej z rodziny Pentanchidae, występujący w północno-wschodnim Oceanie Indyjskim w Morzu Andamańskim na głębokości około 1040 m. Jedyny złowiony osobnik mierzył 26 cm długości, choć nie był w pełni dojrzały. Podobnie jak inne Pentanchidae, jest jajorodny.